# Сайґа Міцукі
Міцукі Сайґа (яп. 斎賀みつき, Сайґа Міцукі, 12 червня 1973, Сайтама, Японія) — відома японська сейю. Озвучила більш ніж 71 аніме з 1997 року.

## Позиції в Гран-прі журналу Animage
- 2003 — 19-те місце в Гран-прі журналу Animage, в списку найкращих сейю (Animage Grand Prix 2003).
- 2004 — 16-те місце в Гран-прі журналу Animage, в списку найкращих сейю (Animage Grand Prix 2004).
- 2006 — 5-те місце в Гран-прі журналу Animage, в списку найкращих сейю (Animage Grand Prix 2006).

## Ролі

### 2013
- Makai Ouji: Devils and Realist — Соломон,
- Inazuma Eleven Go: Galaxy — Такуто Синдо,
- Cuticle Tantei Inaba — Харука Інаба,

### 2012
- Ixion Saga DT — КТ,
- Code: Breaker — Руй Хатіодзі,
- Сільськогосподарські історії [ТВ-2] — Кей Юкі,
- Inazuma Eleven Go: Chrono Stone — Такуто Синдо,

### 2011
- Eiyuu Densetsu: Sora no Kiseki The Animation — Джошуа,
- Inazuma Eleven Go — Такуто Синдо,

### 2010
- Принцеса-медуза — Кураносуке Койбуті,
- Час Єви — Фільм — Текс,

### 2009
- Темніше чорного [ТВ-2] — Мина Хадзукі,
- За велінням неба — Теруко Сакай,
- Гуррен-Лаганн (фільм другий) — Россіу,
- 07-Ghost — Тейт Клейн,
- Saki — Суміе Фукаборі,

### 2008
- Мобільний воїн Гандан 00 (другий сезон) — Рівайв Рівайвл,
- Гуррен-Лаганн (фільм перший) — Россіу,
- Sekirei [ТВ-1] — Хайхане,
- Секрети Цубомі — Е Саегуса,
- Монохромний Фактор — Харука Кудзу/Ю Кудзу,
- Владика Прихованого світу — Еіте,
- Відтепер Мао, король демонів! (третій сезон) — Вольфрам,

### 2007
- Хроніка Крил OVA-1 — Каке,
- Відтепер Мао, король демонів! OVA — Вольфрам,
- Полювання на привидів — Кей Якуси,
- Сільськогосподарські історії [ТВ-1] — Кей Юкі,
- Генсикен [ТВ-2] — Макото Косака,
- Чара-охоронці! (сезон перший) — Кайра Сандзе,
- Shakugan no Shana Second — Йохан,
- Mushiuta — Репетитор,
- Акваріон OVA — Скорпіос,
- Емма: Вікторіанська романтика (другий сезон) — Адель,
- Досягти Терри [ТВ] — Джомо Марк Сін
- Koutetsu Sangokushi — Косекі Рето
- Гуррн-Лаганн [ТВ] — Россиу,
- Мина-зброя Місяця — Канті Хадземі,
- Deltora Quest — Дейн,

### 2006
- Генсикен OVA — Макото Косака,
- Травень — Отоме OVA — 1 — Тіе,
- Тремтячі спогади [ТВ ] — Секретарка,
- D.Gray-man — Дебітто,
- Проект «Земля SOS» — Пенні Картер,
- Сасамі: Клуб дівчаток-чарівниць — Амітав,
- Nishi no Yoki Majo: Astraea Testament — Ігурейн Барнетт,
- Rockman.Exe Beast+ — Ендзан Ідзюін,
- Bakegyamon — Тосіо Саегуса (Лондон),

### 2005
- Травень — Отоме [ТВ] — Тіе,
- Чорний кіт [ТВ] — Лінь Сяо Лі,
- Cluster Edge — Валентино,
- Сталевий алхімік (фільм перший) — Марія Росс,
- Loveless — Нацу,
- Стовідсоткова клубничка [ТВ] — Курокава — сенсей,
- Закон Уекі — Роберт Гайдн,
- Небеса МАР — Фантом,
- Відтепер Мао, король демонів! (другий сезон) — Вольфрам,

### 2004
- Inuyasha (фільм четвертий) — Кудзяку,
- Генсикен [ТВ-1] — Макото Косака,
- Rockman.Exe Stream — Ендзан Ідзюін,
- Травень-Хіме — Тіе Харада,
- Чарівниця-медсестра Комугі-тян Зет-Кесуке Дате,
- Uchuu Koukyoushi Maetel: Ginga Tetsudou 999 Gaiden — Насука,
- Небесний Фафнір [ТВ] — Мамору Кодате,
- Діва Марія дивиться за вами [ТВ-2] — Кей Като (еп. 12),
- Le Portrait de Petit Cossette — Ейрі Курахасі,
- Відтепер Мао, король демонів! (перший сезон) — Вольфрам,
- Пригоди Джинга OVA — дзінгу,

### 2003
- .Хак//Подарунок — Цукаса/Ельк,
- .Хак//Унісон — Цукаса/Ельк,
- Gilgamesh — Графиня,
- Залізний миротворець — содзу Окіта/Кісісабуро,
- Rockman.Exe Axess — Ендзан Ідзюін,
- Сталевий алхімік [ТВ-1] — Марія Росс,
- Прочитай або вмри [ТВ] — Джуніор,
- Серцевий трикутник OVA-2 — Місато Мікамі,
- Чарівниця-медсестра Комугі-тян (спешл) — Кесуке Дате,
- Космічна Стеллвія — Масару Одавара,
- E'S — Бадо,
- Ashita no Nadja — Френсіс Харкорт,

### 2002
- I'll/Crazy Kouzo Basketball Club — Канемото Кодзі,
- Getbackers: Dakkanya — Макубекс,
- Чарівниця-медсестра Комугі-тян OVA — Кесуке Дате,
- Армітаж: Подвійна матриця — Джуліан,
- Пригоди Джинга [ТВ] — Джинг,
- Піта-Тен — Такасі Аянокодзі/Тен-тян,
- .Хак//Знак — Цукаса
- Rockman.Exe — Ендзан Ідзюін
- Епоха Водолія [ТВ] — Араясікі (Захід)

### 2001
- Кайдомару — Кінтокі Саката,
- Викрадач Душ — Кесуке Дате,
- Zoids Shinseiki/Zero — Джемі Хемерос,

### 2000
- Адзуманга ONA — Кагура,
- Inuyasha [ТВ-1] — Синтаро,
- Зоряний Герб OVA — Комп'ютерний голос,
- Амон: Апокаліпсис Людини-диявола — Сайкодзені,
- Зоряний Прапор [ТВ] — Собаш,

### 1999
- Зойді — Равен,
- Зоряний Герб [ТВ] — Самуне,

### 1998
- Леді-Диявол — Санае,
- Ковбой Бібоп [ТВ] — Маскот (еп. 20).

## Озвучення ігор
- 2006 — «Rumble Roses XX» — Фудзіко Хіномото

## Змішані ролі
- 2012 — «Ixion Saga DT» — вокал [Stand Up! ED (еп. 20 -)]
- 2012 — «Inazuma Eleven Go: Chrono Stone» — вокал [Bokutachi no Shiro (еп. 36 -)]
- 2003 — «Чарівниця-медсестра Комугі-тян» (спешл) — вокал [Reverse]